# Youngster Coast Challenge
El Youngster Coast Challenge, también conocido como Handzame Challenge IC, es una carrera ciclista sub-23 de un día que se disputa en la provincia de Flandes Occidental en Bélgica en el mes de marzo.
La carrera fue creada en el año 2014 como carrera aficionada y desde 2019 pasó a formar parte del circuito UCI Europe Tour bajo categoría 1.2U.

## Palmarés
| Año                                                          | Ganador          | Segundo           | Tercero             |
| ------------------------------------------------------------ | ---------------- | ----------------- | ------------------- |
| 2014                                                         | Rob Leemans      | Joeri Calleeuw    | Benjamin Declercq   |
| 2015                                                         | Julien Kaise     | Stef Van Zummeren | Benjamin Declercq   |
| 2016                                                         | Bram Welten      | Christophe Noppe  | Jochen Deweer       |
| 2017                                                         | Franklin Six     | Reto Müller       | Charlie Arimont     |
| 2018                                                         | Sasha Weemaes    | Matthew Walls     | Thimo Willems       |
| entra a formar parte del UCI Europe Tour bajo categoría 1.2U |                  |                   |                     |
| 2019                                                         | Niklas Märkl     | Jarne Van de Paar | Alexander Salby     |
| 2022                                                         | Jensen Plowright | Paul Penhoët      | Davide Persico      |
| 2023                                                         | Warre Vangheluwe | Alec Segaert      | Gianluca Pollefliet |
| 2024                                                         | Niklas Behrens   | Ramses Debruyne   | Tim Torn Teutenberg |
| 2025                                                         | Sente Sentjens   | Emmanuel Houcou   | Liam Van Bylen      |

## Palmarés por países
| País         | Victorias |
| ------------ | --------- |
| Bélgica      | 6         |
| Alemania     | 2         |
| Países Bajos | 1         |
| Australia    | 1         |